# 이호동
이호동(梨湖洞)은 제주특별자치도 제주시의 행정동이다. 법정동 이호일동, 이호이동을 관할한다. 면적은 2.56 km2이며, 인구는 2016년 12월 31일 주민등록 기준으로 3,967 명이다.

## 개요
이호동은 제주시에서 가장 가까운 이호테우 해변이 있는 곳이며, 제주목사 이형상(1653~1733)이 1702년에 작성한 《탐라순력도》에는 '백개, 가몰개'로 기록되어 있다.
이호동 주민센터를 중심으로 5개의 자연마을(동마을, 서마을, 중앙마을, 현사마을, 오도마을)로 이루어져 있으며, 민속 유적으로 본향당(이호동포구)과 이호동 포제단(이호동 '남당' 서쪽)이 남아있다. 제주시청에서 서쪽으로 약 6km 떨어져 있으며, 일주서로가 관통한다. 서쪽으로는 원장천을 경계로 외도동과 접해 있고, 동쪽으로는 도두동과 접하며, 북쪽으로는 해안도로(서해안로)가 지난다.
2006년 7월 1일에는 제주특별자치도가 출범함에 따라 제주시 이호동이 되었다.

## 관광
- 이호테우 해변
- 본향당
- 방사탑